# Cogne
Cogne is een gemeente in de Italiaanse regio Aostadal en telt 1470 inwoners (31-12-2004). De oppervlakte bedraagt 212,6 km², de bevolkingsdichtheid is 7 inwoners per km².
De volgende frazioni maken deel uit van de gemeente: Veulla, Boutillères, Champlong, Crétaz, Épinel, Gimillan, Moline, Montroz, Lillaz, Valnontey.

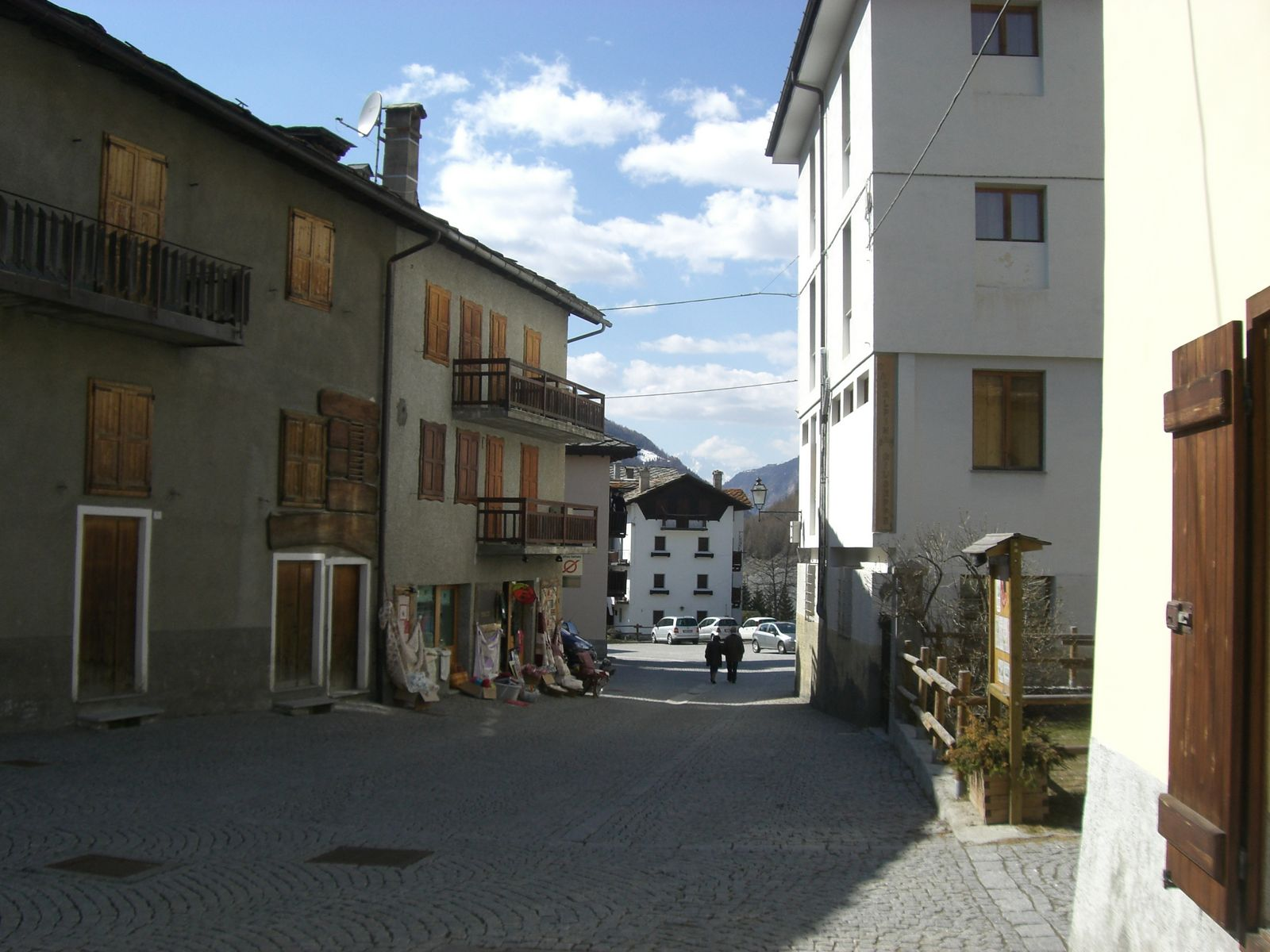
Rue César-Emmanuel Grappein
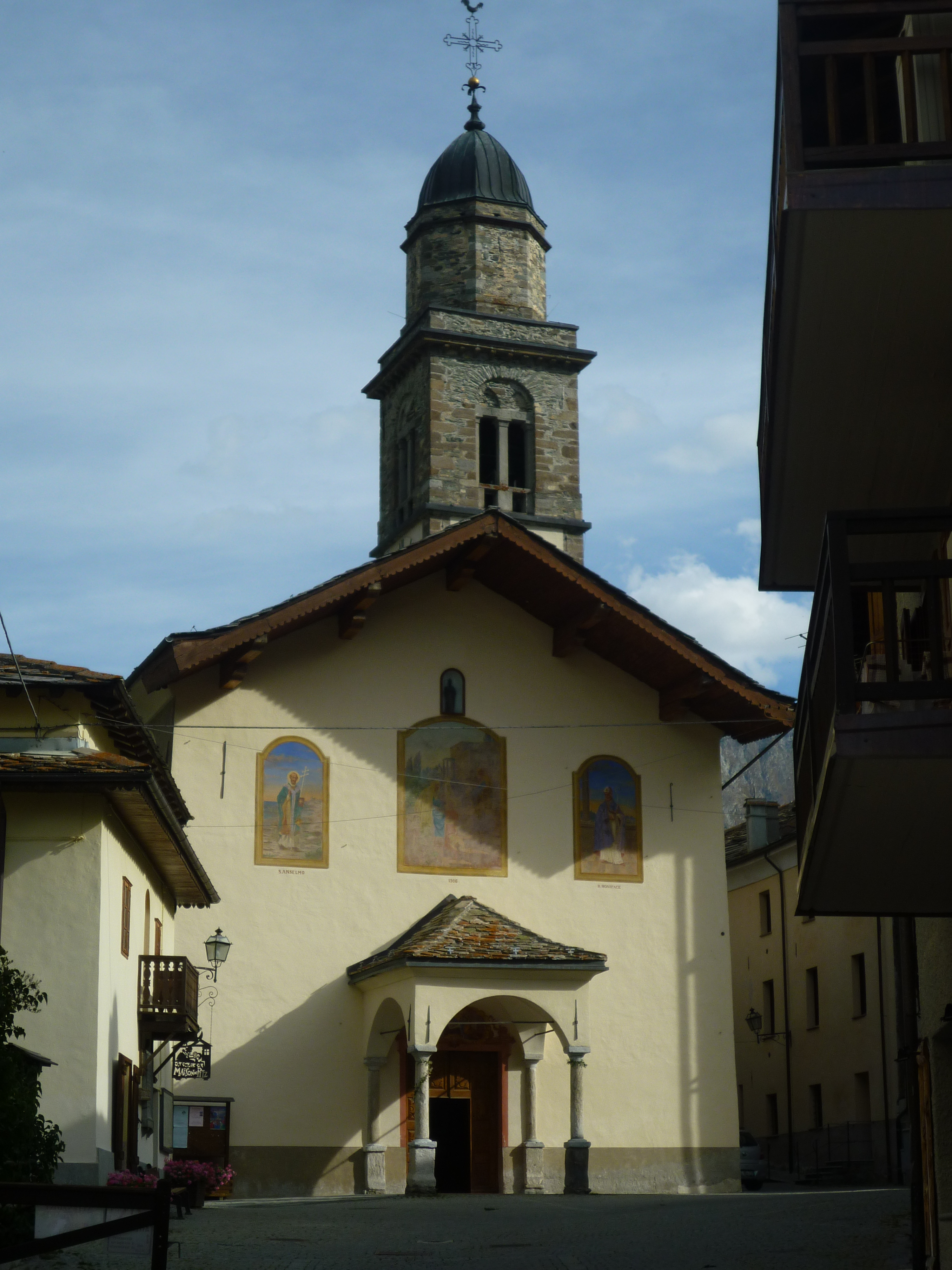
Kerk Saint-Ours, Cogne

## Demografie
Cogne telt ongeveer 694 huishoudens. Het aantal inwoners steeg in de periode 1991-2001 met 1,9% volgens cijfers uit de tienjaarlijkse volkstellingen van ISTAT.
| Jaar | Inwoneraantal |
| ---- | ------------- |
| 1991 | 1440          |
| 2001 | 1467          |

## Geografie
De gemeente ligt op ongeveer 1534 m boven zeeniveau.
Cogne grenst aan de volgende gemeenten: Aymavilles, Brissogne, Champorcher, Charvensod, Fénis, Gressan, Locana (TO), Noasca (TO), Ronco Canavese (TO), Saint-Marcel, Valprato Soana (TO), Valsavarenche.